# کرتی
شهر کرتی (به فرانسوی: Créteil) در شهرستان ول دو مرن در ناحیه ایل-دو-فرانس با جمعیت ۸۸٬۹۳۹ نفر در کشور فرانسه واقع شده‌است